# Michael Conrad Hirt

Michael Conrad Hirt, Selbstporträt

Michael Conrad Hirt (* 25. Maijul. / 4. Juni 1613greg. in Bayreuth; † 25. April 1671) war ein deutscher Maler des Barocks.

## Leben
Nach einer Lehre beim Bayreuther Hofmaler Heinrich Bollandt kam er 1635 als Kriegsflüchtling mit diesem nach Lübeck und fand Aufnahme im Haus des Ratsherrn Adrian Müller. Nach Müllers Tod 1644 wurde Hirt 1645 vom brandenburgischen Kurfürst Friedrich Wilhelm als Hofmaler berufen. In Berlin arbeitete er auch am Neuaufbau der königlichen Residenz mit. Gegen 1663 kehrte Hirt in seine fränkische Heimat zurück und hielt sich in Kulmbach und Bayreuth auf.
Hirt war zweimal verheiratet, zunächst ab 1638 mit Anna Maria Bollandt, der Tochter seines Lehrherrn, dann nach deren Tod mit einer Stieftochter des Berliner Kantors Johann Crüger, den er auch porträtierte. Mehrere seiner Söhne aus beiden Ehen wurden ebenfalls Maler, darunter Johann Conrad Hirt, geboren 1641, sowie Michael Conrad Hirt (1649–1704), der viel in Regensburg tätig war und dessen Gleichnamigkeit mit dem Vater immer wieder zu Verwirrungen und Fehlzuschreibungen geführt hat. Die künstlerische Tradition setzte sich in weiteren Generationen fort, so waren auch Friedrich Christoph Hirt (1685–1763), Sohn von Michael Conrad Hirt d. J., und dessen Söhne Friedrich Wilhelm Hirt und Heinrich Hirt (1727–1796) Maler.

## Werke

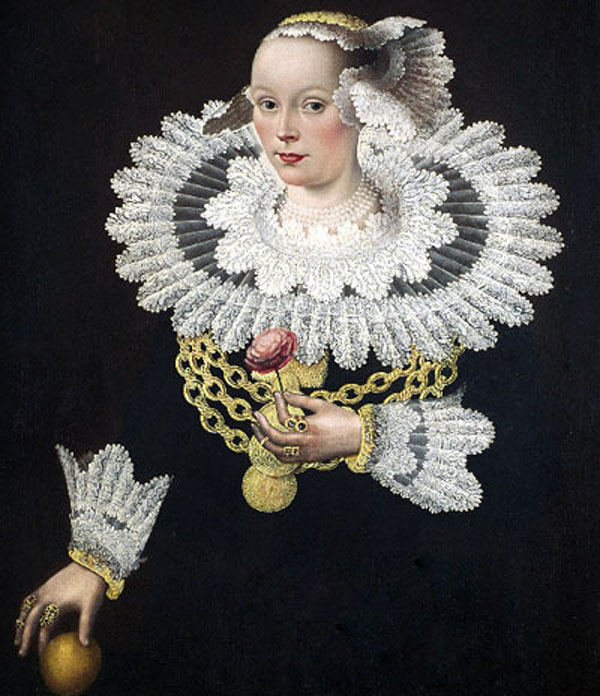
Anna Rosinea Marquardt, geb. Tanck

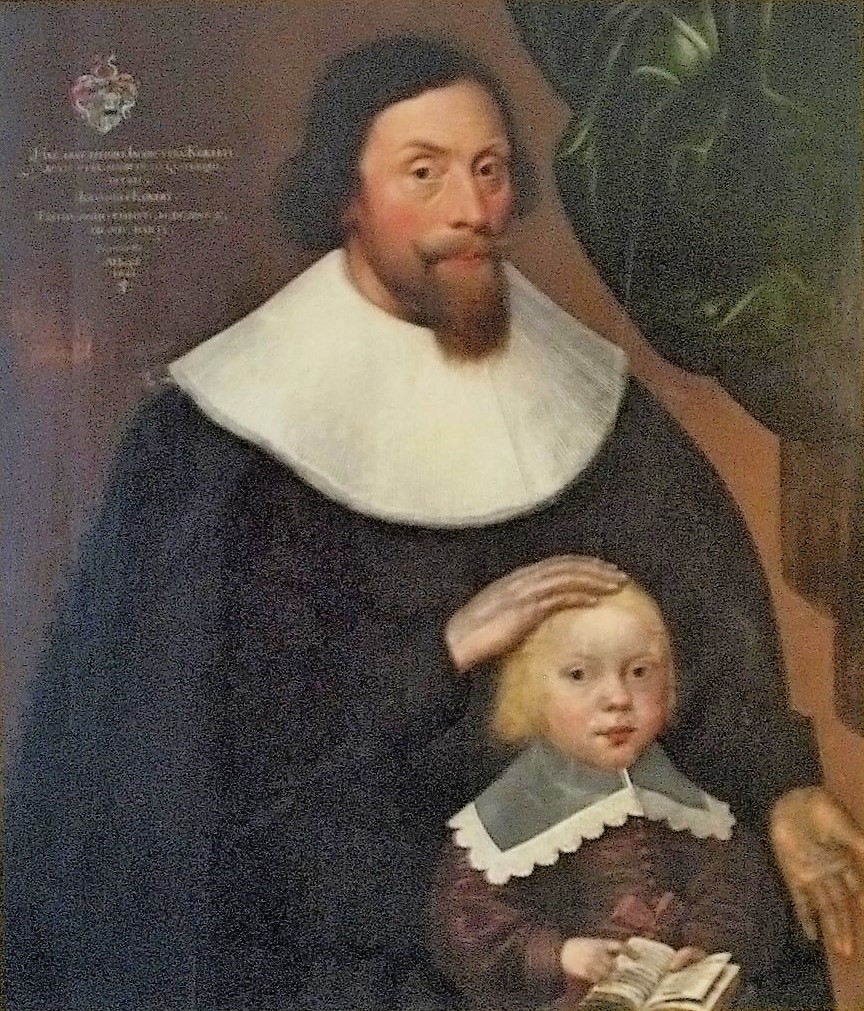
Jakob Kockert mit seinem Sohn, 1644

In seiner Lübecker Zeit tat sich Hirt vor allem als Porträtmaler hervor. Es lassen sich elf Porträts und zwei Selbstbildnisse nachweisen.
Seine Lübecker Porträts dienten vor allem der Selbstdarstellung einer bürgerlichen Oberschicht, die sich dem Adel gleichgestellt fühlte (was im Falle der Mitglieder der Zirkelgesellschaft auch tatsächlich der Fall war). Er malte Bürgermeister, Ratsherrn und Familienmitglieder der Familie Tesdorpf für deren Familienstiftung. Hirts Hauptwerk der Lübecker Jahre sind mehrere Bilder im Auftrage des Bürgermeisters Anton Köhler für dessen Köhlersche Ahnengalerie, einer Sammlung von 20 Familienbildnissen, die den Status der Familie unterstrichen und eine Zeit lang in der Katharinenkirche hingen, der Kirche der Zirkelgesellschaft, deren Mitglied zu werden Köhler jedoch nie gelang.
Das Lübecker St. Annen-Museum besitzt davon die Porträts der Agneta Köhler sowie der Margreta Brömse, geb. Köhler. 2006 kam nach einer Ersteigerung eine gleichartige Darstellung der Rosinea Tanck, der Tochter des Syndikus und Dompropsten Dr. Otto Tanck hinzu. Von ihrem Ehemann, dem Bürgermeister Johann Marquard, befand sich schon vorher eine Miniatur Hirts im Bestand des Museums. Außerdem verwahrt es in seinem Magazin das Porträt der Anna Bremer, geb. Bartels, aus einem 1942 zerstörten Epitaph in der Marienkirche. Hirts Bildnisse der Bürgermeister Johann Kampferbeke (1639) und Heinrich Köhler (1641) sind heute in der Bürgermeister-Galerie im Lübecker Rathaus zu sehen.
Im Katharineum zu Lübeck befindet sich das Porträt des Subrektors Jacob Kockert mit seinem vierjährigen Sohn Johann von 1644.
Ein Selbstporträt von 1644 ist in München als Zeichnung sowie in Coburg und Berlin als Radierung nach der Zeichnung überliefert.
Auch in Berlin war Hirt als Porträtist tätig und erfolgreich. Hinzu kamen Stillleben und die Mitarbeit an der Ausmalung der Residenz. Seine Deckenmalereien im „Herzoginnenhaus“ wurden jedoch schon nach wenigen Jahrzehnten übermalt.
Etliche seiner Porträts wurden von Joachim von Sandrart als Kupferstiche verbreitet.